# Павловская сельская община (Волынская область)
Павловская сельская община (укр. Павлівська сільська громада) — территориальная община во Владимирском районе Волынской области Украины.
Административный центр — село Павловка.
Население составляет 10077 человек. Площадь — 255,9 км².
В соответствии с распоряжением Кабинета Министров Украины от 12 июня 2020 года, в состав общины вошла территория Жашковичевского, Завидовского, Колонского, Луковичевского, Милятинского, Павловского, Переславичевского, Радовичевского, Рыковичевского, Старопорицкого и Топилищенского сельских советов упразднённого Иваничевского района.

## Населённые пункты
В состав общины входит 20 сёл:
- Павловка
  - Самоволя
  - Староселье
- Жашковичевский старостинский округ:
  - Жашковичи
- Завыдовский старостинский округ:
  - Завидов
- Колонский старостинский округ:
  - Волица
  - Колона
- Луковичевский старостинский округ:
  - Бужковичи
  - Луковичи
  - Орищи
- Милятинский старостинский округ:
  - Грушев
  - Милятин
- Переславичевский старостинский округ:
  - Переславичи
  - Трубки
- Радовичевский старостинский округ:
  - Радовичи
  - Щенятин
- Рыковичевский старостинский округ:
  - Рыковичи
- Старопорицкий старостинский округ:
  - Клопочин
  - Старый Порицк
- Топилищенский старостинский округ:
  - Топилище